# 惑星記号

主要な11の惑星記号

惑星記号（わくせいきごう）は、太陽系の惑星を表す記号のことである。また、一部の歴史的に惑星とされたことがある天体や、天文学では惑星とされたことのない天体に対応する記号のことでもある。

## 概要
古くから、占星術・タロットなどでも使われている記号。天王星・冥王星など複数記号が存在するものもある。Unicodeなどにより、コンピュータ上でも大半の惑星記号が利用できる。
火星（♂）、金星（♀）の記号は、生物のオス・メスを表す記号としても使われる。

## 一覧

### 主要な11天体
太陽系の8惑星と、歴史上惑星とされた時代が長かった太陽・月・冥王星の記号を示す。占星術では地球以外が10大天体とされる。
| 記号  | 記号 | 記号           | 記号     | 天体   | 天体   | ギリシャ神 ローマ神         | その他の意味 | その他の意味 | その他の意味        | その他の意味 |
| 画像  | 文字 | コード         | ver      | 名称   | 発見年 | ギリシャ神 ローマ神         | 五行思想     | 曜日         | 元素                | 性           |
| ----- | ---- | -------------- | -------- | ------ | ------ | --------------------------- | ------------ | ------------ | ------------------- | ------------ |
|       | ☉ 🜚  | U+2609 U+1F71A | 初期 6.0 | 太陽   | 古代   | アポローン アポロ           | (陰陽)       | 日曜日       | 金()                |              |
|       | ☿    | U+263F         | 初期     | 水星   | 古代   | ヘルメース メルクリウス     | 水           | 水曜日       | 水銀                | 雌雄同体     |
|       | ♀    | U+2640         | 初期     | 金星   | 古代   | アプロディーテー ウェヌス   | 金           | 金曜日       | 銅                  | 雌           |
|       | 🜨 ♁  | U+1F728 U+2641 | 6.0 初期 | 地球   | 古代   | ガイア テルス               | 土           | 土曜日       | 緑青() アンチモン() |              |
|       | ☽ ☾  | U+263D U+263E  | 初期     | 月     | 古代   | セレーネー ルーナ           | (陰陽)       | 月曜日       | 銀                  |              |
|       | ♂    | U+2642         | 初期     | 火星   | 古代   | アレース マールス           | 火           | 火曜日       | 鉄                  | 雄           |
|       | ♃    | U+2643         | 初期     | 木星   | 古代   | ゼウス ユーピテル           | 木           | 木曜日       | スズ                |              |
|       | ♄    | U+2644         | 初期     | 土星   | 古代   | クロノス サートゥルヌス     | 土           | 土曜日       | 鉛                  |              |
|       | ⛢ ♅  | U+26E2 U+2645  | 5.1 初期 | 天王星 | 1781年 | ウーラノス ウラヌス         |              |              | 白金()              |              |
| [ 1 ] | ♆ ⯉  | U+2646 U+2BC9  | 初期     | 海王星 | 1846年 | ポセイドーン ネプトゥーヌス |              |              |                     |              |
|       | ♇ ⯓  | U+2647 U+2BD3  | 初期     | 冥王星 | 1930年 | ハーデース プルートー       |              |              |                     |              |

### その他の天体
冥王星以外の準惑星・小天体、占星術で惑星と同様に扱われる占星点の記号を示す。
| 記号              | 記号 | 記号           | 記号    | 天体       | 天体           | 天体   | 天体   | 神               |
| 画像              | 文字 | コード         | ver     | 小惑星番号 | 名称           | 分類   | 発見年 | 神               |
| ----------------- | ---- | -------------- | ------- | ---------- | -------------- | ------ | ------ | ---------------- |
| [ 2 ] [ 3 ] [ 1 ] | ⚳    | U+26B3         | 5.1     | (1)        | ケレス         | 準惑星 | 1801年 | ケレース         |
| [ 2 ] [ 1 ]       | ⚴ 🜍  | U+26B4 U+1F70D | 5.1 6.0 | (2)        | パラス         | 小惑星 | 1802年 | パラス           |
| [ 2 ] [ 3 ]       | ⚵    | U+26B5         | 5.1     | (3)        | ジュノー       | 小惑星 | 1804年 | ユーノー         |
| [ 2 ] [ 1 ] [ 3 ] | ⚶    | U+26B6         | 5.1     | (4)        | ベスタ         | 小惑星 | 1807年 | ウェスタ         |
| [ 3 ] [ 1 ]       |      |                |         | (5)        | アストラエア   | 小惑星 | 1845年 | アストライアー   |
| [ 3 ]             |      |                |         | (6)        | ヘーベ         | 小惑星 | 1847年 | ヘーベー         |
| [ 3 ]             |      |                |         | (7)        | イリス         | 小惑星 | 1847年 | イーリス         |
| [ 3 ]             |      |                |         | (8)        | フローラ       | 小惑星 | 1847年 | フロラ           |
| [ 3 ]             |      |                |         | (9)        | メティス       | 小惑星 | 1848年 | メーティス       |
| [ 3 ] [ 1 ]       |      |                |         | (10)       | ヒギエア       | 小惑星 | 1849年 | ヒュギエイア     |
| [ 3 ] [ 1 ]       |      |                |         | (11)       | パルテノーペ   | 小惑星 | 1850年 | パルテノペー     |
| [ 3 ]             |      |                |         | (12)       | ビクトリア     | 小惑星 | 1850年 | ウィクトーリア   |
| [ 1 ]             |      |                |         | (13)       | エゲリア       | 小惑星 | 1850年 | エゲリア         |
| [ 1 ]             |      |                |         | (14)       | イレーネ       | 小惑星 | 1851年 | エイレーネー     |
| [ 3 ]             |      |                |         | (15)       | エウノミア     | 小惑星 | 1851年 | エウノミアー     |
| [ 1 ]             |      |                |         | (16)       | プシケ         | 小惑星 | 1852年 | プシューケー     |
| [ 1 ]             |      |                |         | (17)       | テティス       | 小惑星 | 1852年 | テティス         |
| [ 1 ]             |      |                |         | (18)       | メルポメネ     | 小惑星 | 1852年 | メルポメネー     |
| [ 1 ]             |      |                |         | (19)       | フォルトゥナ   | 小惑星 | 1852年 | フォルトゥーナ   |
| [ 1 ]             |      |                |         | (26)       | プロセルピーナ | 小惑星 | 1853年 | プロセルピナ     |
| [ 3 ]             |      |                |         | (28)       | ベローナ       | 小惑星 | 1854年 | ベローナ         |
| [ 1 ]             |      |                |         | (29)       | アンフィトリテ | 小惑星 | 1854年 | アムピトリーテー |
| [ 3 ]             |      |                |         | (35)       | レウコテア     | 小惑星 | 1855年 | レウコテアー     |
| [ 3 ]             |      |                |         | (37)       | フィデス       | 小惑星 | 1855年 | フィデース       |
| [ 2 ]             | ⚷    | U+26B7         | 5.1     | (2060)     | キロン         | CAT    | 1977年 | ケイローン       |
| [ 4 ]             | ⯰ ⯱  | U+2BF0 U+2BF1  |         | (136199)   | エリス         | 準惑星 | 2003年 | エリス           |
| [ 2 ] [ 5 ]       | ⚸    | U+26B8         | 5.1     |            | リリス         | 占星点 |        | リリス           |
| [ 2 ]             | ☊    | U+260A         | 初期    |            | ドラゴンヘッド | 占星点 |        |                  |
| [ 2 ]             | ☋    | U+260B         | 初期    |            | ドラゴンテイル | 占星点 |        |                  |
| [ 2 ]             | ☄    | U+2604         | 初期    |            | （任意の彗星） | 彗星   |        |                  |

### 由来
| 惑星     | 記号  | 由来 |
| -------- | ----- | --- |
| 太陽     | ☉     | 古代エジプトでラーのシンボルとして使われ、ルネサンス期に に取って代わった。                                         |
| 水星     | ☿     | ケーリュケイオン。または、翼のあるメルクリウス（ヘルメース）の兜。                                                  |
| 金星     | ♀     | ウェヌス（アプロディーテー）の手鏡。                                                                                |
| 地球     | 🜨     | 四大元素の土（地）の記号の転用で、四方で大地を表す。あるいは、赤道と本初子午線。                                    |
| 地球     | ♁     | 宝珠。世界（世界を統治すること）の象徴。                                                                            |
| 月       | ☾ · ☽ | 三日月。 |
| 火星     | ♂     | マールス（アレース）の盾、あるいは盾と槍。                                                                          |
| ケレス   | ⚳     | 収穫の鎌。ケレースは農業の女神。                                                                                    |
| パラス   | ⚴     | アテーナーの盾アイギス。パラスはアテーナーの異名でもある。                                                          |
| ジュノー | ⚵     | フロラがユーノーに贈った魔法の花。                                                                                  |
| ベスタ   | ⚶ · ⚶ | 聖なる火。ウェスタは竈（かまど）の女神。                                                                            |
| 木星     | ♃     | ユーピテル（ゼウス）の雷。あるいはゼウスの頭文字Ζ（ゼータ）。あるいは数字の4（天動説では地球を数えず第4惑星）。     |
| 土星     | ♄     | サートゥルヌス（クロノス）の、ウーラノス殺しに使われた大鎌。あるいは数字の5。                                       |
| キロン   | ⚷     | 発見者コワルの頭文字K。                                                                                             |
| 天王星   | ⛢     | 発見者でありかつての惑星名でもあるハーシェルの頭文字H。                                                             |
| 天王星   | ♅     | 白金記号の転用で、金+鉄（太陽+火星）。ただし白金記号には （銀+金、月+太陽）も使われた。                             |
| 海王星   | ♆     | ネプトゥーヌス（ポセイドーン）の三叉戟。                                                                            |
| 海王星   | ⯉     | 発見者の1人ル・ヴェリエの頭文字LVのモノグラム。                                                                     |
| 冥王星   | ⯓     | プルートーの最初の2文字を合わせたものであり、発見に寄与したパーシヴァル・ローウェルの頭文字でもあるPLのモノグラム。 |
| エリス   | ⯰     | エリスの手。ディスコーディアンのシンボル。                                                                          |

## 歴史
惑星記号は古代ギリシャ時代にも使われたが、現在のものとは違った。現在の形になったのはルネサンス期である。
地動説により地球が惑星となると、地球の記号が追加された。
1781年の天王星を嚆矢として新惑星が次々と発見されると、それらのための新しい惑星記号が考え出された。発見当時は惑星とされたが現在は惑星とされていない最初のいくつかの小惑星と冥王星にも、記号がある。また、キロンとエリスは天文学上は惑星とされたことはないが、占星術では惑星と同様の意義があると考える者がいるため、記号が与えられている。
1801年からの数年間に4つの小惑星が発見されたが、1845年からは多数の小惑星が発見された。当初はそれぞれに記号が考え出されたが、数が増えすぎたため、1851年エンケが、① - ⑪（丸囲み1 - 11）を第5番小惑星アストラエアから第15番小惑星エウノミアまでの記号とすることを提案した。1852年にエンケは、現在の小惑星番号と同じ⑤ - ⑮（丸囲み5 - 15）を使うよう修正し、1864年までには最初の4つの小惑星にも① - ④（丸囲み1 - 4）を使うようになった。

## 使用

### 占星術

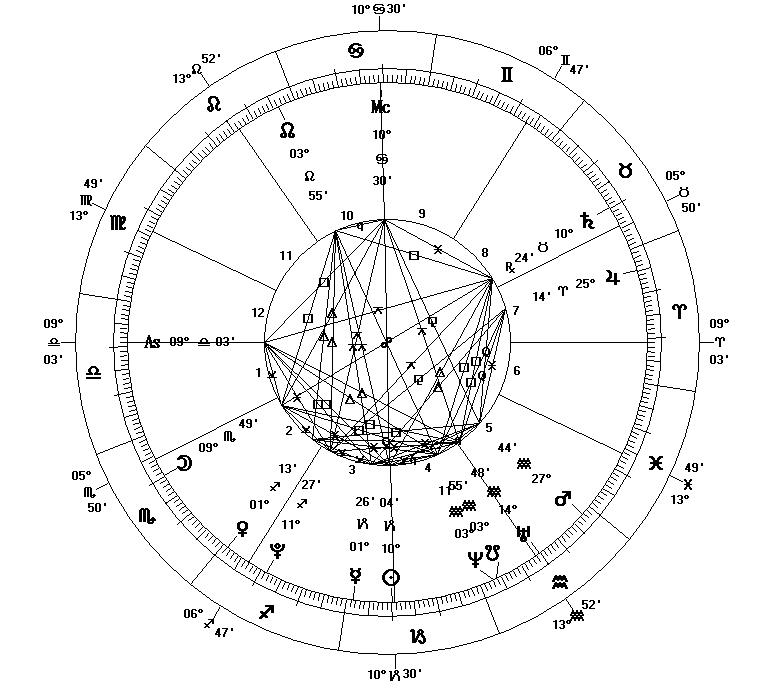
惑星記号が使われたホロスコープ

惑星の記号として広く使われている。ただし占星術では地球記号は使われない。
具体的には以下のような用法がある。
- ホロスコープ上にプロットする。
- アスペクト記号と組み合わせ、たとえば （太陽と月の合）のように使う。
- サイン記号と組み合わせ、たとえば （太陽が白羊宮にある）、05（太陽が白羊宮の5度にある、つまり太陽の黄経が5度）のように使う。
- 逆行記号と組み合わせ、たとえば ℞（火星が逆行中）のように使う。

### 天文学
| 天体   | 英語名           | IAU      | その他 |
| ------ | ---------------- | -------- | ------ |
| 太陽   | Sun              |          |        |
| 水星   | Mercury (Hermes) | H        | M      |
| 金星   | Venus            | V        |        |
| 地球   | Earth            | E        |        |
| 月     | Moon (Lunar)     |          | L      |
| 火星   | Mars             | M        |        |
| 木星   | Jupiter          | J        |        |
| 土星   | Saturn           | S        |        |
| 天王星 | Uranus           | U        |        |
| 海王星 | Neptune          | N        |        |
| 冥王星 | Pluto            | (134340) | P      |

天文学でもかつては広く使われたが、現在ではほとんど使われず、惑星を簡潔に表すには英語名の頭文字を使うことが多い。
国際天文学連合 (IAU) が定める衛星や環の仮符号では、8惑星が H・V・E・M・J・S・U・N で表される。水星 (Mercury) は火星 (Mars) と頭文字が同一であるため、 Hermes の頭文字が使われる（ただしまだ使用例はない）。8惑星以外は、小惑星番号を ( ) で囲んで示す。冥王星は (134340) となるが、惑星だった時代には P が割り当てられていた。
太陽と地球の記号は若干使われ、太陽質量 M 、太陽半径 R 、地球質量 M（または ME）などに使われる。

### その他の分野

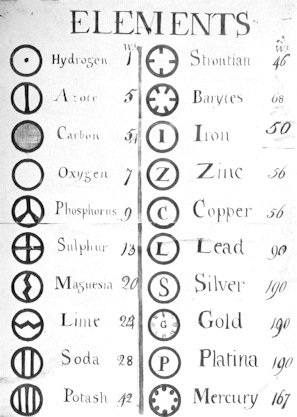
ドルトンの記号

7惑星（土星までの6惑星から地球を除き太陽と月を加えた7天体）の記号は、それらの惑星の名の元となったギリシャ神やローマ神も意味する。
7惑星の記号は、近世から初期近代の錬金術や化学で元素記号としてつかわれ、さまざまな記号が追加された。しかし19世紀になると、ドルトンによる記号（丸で囲んだ文字や記号で表す）や、現代的なラテン文字1 - 2文字からなる元素記号に取って代わられた。
1753年にはリンネが生物の性を表す記号として ☿・♀・♂ を採用した。雄雌を表す♂と♀は現在でもよく使われる。

## 文字コード
Unicodeには、8惑星、太陽、月、冥王星、四大小惑星などの記号が収録されている。ほとんどはBMPの Miscellaneous Symbols（その他の記号、U+2600-26FF）に収録されているが、一部（）はSMPの Alchemical Symbols（錬金術記号、U+1F700-1F773）に収録されている。
ただし、小惑星などいくつかの記号は2008年の Unicode 5.1 で、「錬金術の記号」は2010年の Unicode 6.0 で拡充されており、サポートするフォントはまだ希である。
U+2295 ⊕ と U+2299 ⊙ は、地球記号・太陽記号に似ているが、数学記号の直和と直積である。
JIS X 0208 には火星と金星の記号が収録されている。